# Parafia Najświętszej Maryi Panny Wniebowziętej w Witaszycach
Parafia Najświętszej Maryi Panny Wniebowziętej w Witaszycach – parafia rzymskokatolicka znajdująca się w diecezji kaliskiej, w dekanacie Jarocin.